# Marcus Arrecinus Clemens (préfet en 38)
Marcus Arrecinus Clemens (fl Ier siècle) est un préfet de la garde prétorienne à Rome. Il est surtout connu pour être l'un des assassins de l'empereur Caligula.

## Biographie
Né à Pisarum (Italie), Clemens à des origines obscures et, selon l'historien Suétone, sa famille était de rang équestre. Fils d'un Arrecinus et de sa femme une Tertulla, fille d'un Tertullus, il a une sœur, Arrecina Clementina, également née en Pisaurum (vers 12), qui devient l'épouse de Titus Flavius Sabinus. Il est possible que Clemens soit lié à la famille de Vespasien, du côté paternel, la grand-mère paternelle de Vespasien portant le cognomen de Tertulla, à l'instar de sa mère et sa fille.
Selon Brian W. Jones, sa femme pourrait-être une sœur de Lupus, nommée Julia, avec lequel Flavius Josèphe dit qu'il était lié, probablement par mariage.
Leur fils, Marcus Arrecinus Clemens, devient aussi préfet, en 70 et 71 ; leur fille, Arrecina Tertulla, devient la première femme de l'empereur Titus [Suétone, Titus 4.2.].
Clemens sert comme préfet du prétoire au cours du règne de l'empereur Caligula, de 38 à 41. Les chroniqueurs insistent pour dire que son action comme préfet a été honorable. Toutefois, le 27 janvier 41, il devient l'un des comploteurs qui organisent le meurtre de son Empereur puis œuvre aussi à la proclamation du successeur de Caligula, Claude.
En raison de ce qui le lie à Clemens, Lupus, son probable beau-frère, est choisi pour assassiner l'impératrice Caesonia Milonia. Lupus tue l'impératrice et sa toute jeune fille à son domicile.